# Tabanus eldridgei
Tabanus eldridgei är en tvåvingeart som beskrevs av David Fairchild 1973. Tabanus eldridgei ingår i släktet Tabanus och familjen bromsar.
Artens utbredningsområde är Colombia. Inga underarter finns listade i Catalogue of Life.